# Christi Lake
Christi Lake (Minneapolis, 12 dicembre 1964) è un'ex attrice pornografica statunitense; è stata inserita nella XRCO Hall of Fame nel 2007.

## Biografia
Cresciuta tra il Michigan e il Minnesota, dopo la scuola ha lavorato in una fabbrica e in una ludoteca. 
Una sera, mentre si trovava in un club per adulti, ha partecipato ad una gara e successivamente ha iniziato a lavorare come spogliarellista. Nel 1995 è entrata nell'industria pornografica.

## Riconoscimenti
AVN Awards
- 1997 - Best Group Sex Scene – Video per Buttman's Bend Over Babes 4 con Ruby e John Stagliano[4]

XRCO Award
- 2007 – Hall of Fame[5]